# مقاطعة قوثنغ
قوثنغ هي مقاطعة من مقاطعات ليسوتو.تغطي مساحة 2,916 كم مربع ويقدر سكانها في 2006 ب 120,502 نسمة.قوثنغ والتي تعرف ب موييني هي عاصمتها أو الكامبتاون الخاصة بها وهي المدينة الوحيدة فيها.موييني تعني «مكان الرياح».

## الجغرافيا
تحد قوثنغ في الجنوب الشرقي مع جنوب أفريقيا تحديدا مع محافظة كيب الشرقية.محليا تحد المقاطعة مع عدة مقاطعات أخرى في ليسوتو هي:
- مقاطعة موهيلز هوك-من الغرب
- مقاطعة قاخاز نك-من الشمال

## المناخ
يظهر الجدول التالي التغييرات المناخية على مدار السنة لمقاطعة قوثنغ:
| البيانات المناخية لـمقاطعة قوثنغ | البيانات المناخية لـمقاطعة قوثنغ | البيانات المناخية لـمقاطعة قوثنغ | البيانات المناخية لـمقاطعة قوثنغ | البيانات المناخية لـمقاطعة قوثنغ | البيانات المناخية لـمقاطعة قوثنغ | البيانات المناخية لـمقاطعة قوثنغ | البيانات المناخية لـمقاطعة قوثنغ | البيانات المناخية لـمقاطعة قوثنغ | البيانات المناخية لـمقاطعة قوثنغ | البيانات المناخية لـمقاطعة قوثنغ | البيانات المناخية لـمقاطعة قوثنغ | البيانات المناخية لـمقاطعة قوثنغ | البيانات المناخية لـمقاطعة قوثنغ |
| الشهر                            | يناير                            | فبراير                           | مارس                             | أبريل                            | مايو                             | يونيو                            | يوليو                            | أغسطس                            | سبتمبر                           | أكتوبر                           | نوفمبر                           | ديسمبر                           | المعدل السنوي                    |
| -------------------------------- | -------------------------------- | -------------------------------- | -------------------------------- | -------------------------------- | -------------------------------- | -------------------------------- | -------------------------------- | -------------------------------- | -------------------------------- | -------------------------------- | -------------------------------- | -------------------------------- | -------------------------------- |
| متوسط درجة الحرارة الكبرى °ف     | 81                               | 79                               | 75                               | 70                               | 66                               | 59                               | 61                               | 68                               | 72                               | 81                               | 81                               | 82                               | 73                               |
| متوسط درجة الحرارة الصغرى °ف     | 59                               | 59                               | 55                               | 46                               | 46                               | 39                               | 36                               | 37                               | 43                               | 54                               | 57                               | 59                               | 49                               |
| معدل هطول الأمطار إنش            | 3.6                              | 4.0                              | 3.1                              | 1.5                              | 0.7                              | 2.6                              | 0.0                              | 0.1                              | 0.1                              | 0.9                              | 3.5                              | 9.1                              | 29.2                             |
| متوسط درجة الحرارة الكبرى °م     | 27                               | 26                               | 24                               | 21                               | 19                               | 15                               | 16                               | 20                               | 22                               | 27                               | 27                               | 28                               | 23                               |
| متوسط درجة الحرارة الصغرى °م     | 15                               | 15                               | 13                               | 8                                | 8                                | 4                                | 2                                | 3                                | 6                                | 12                               | 14                               | 15                               | 10                               |
| معدل هطول الأمطار مم             | 92                               | 101                              | 79                               | 39                               | 19                               | 65                               | 1                                | 3                                | 2                                | 23                               | 89                               | 230                              | 742                              |
| المصدر #1:                       |                                  |                                  |                                  |                                  |                                  |                                  |                                  |                                  |                                  |                                  |                                  |                                  |                                  |
| المصدر #2:                       |                                  |                                  |                                  |                                  |                                  |                                  |                                  |                                  |                                  |                                  |                                  |                                  |                                  |